# Stemmops
Genre
Synonymes
- Ataulfo O. Pickard-Cambridge, 1896
- Mettus O. Pickard-Cambridge, 1899

Stemmops est un genre d'araignées aranéomorphes de la famille des Theridiidae.

## Distribution
Les espèces de ce genre se rencontrent en Amérique et en Asie.

## Liste des espèces
Selon World Spider Catalog (version 25.5, 21/07/2024) :
- Stemmops atratus Lin & S. Li, 2023
- Stemmops belavista Marques & Buckup, 1996
- Stemmops bicolor O. Pickard-Cambridge, 1894
- Stemmops cambridgei Levi, 1955
- Stemmops carajas Santanna & Rodrigues, 2018
- Stemmops caranavi Marques & Buckup, 1996
- Stemmops carauari Santanna & Rodrigues, 2018
- Stemmops carius Marques & Buckup, 1996
- Stemmops concolor Simon, 1898
- Stemmops cryptus Levi, 1955
- Stemmops dengfei Lin & Li, 2024
- Stemmops forcipus Zhu, 1998
- Stemmops guapiacu Santanna & Rodrigues, 2018
- Stemmops lina Levi, 1955
- Stemmops lini Lin & S. Li, 2023
- Stemmops mellus Levi, 1964
- Stemmops murici Santanna & Rodrigues, 2018
- Stemmops nigrabdomenus Zhu, 1998
- Stemmops nipponicus Yaginuma, 1969
- Stemmops ornatus (Bryant, 1933)
- Stemmops orsus Levi, 1964
- Stemmops osorno (Levi, 1963)
- Stemmops pains Santanna & Rodrigues, 2018
- Stemmops questus Levi, 1955
- Stemmops salenas Marques & Buckup, 1996
- Stemmops servus Levi, 1964
- Stemmops subtilis (Simon, 1895)
- Stemmops vicosa Levi, 1964
- Stemmops victoria Levi, 1955

Selon World Spider Catalog (version 23.5, 2023) :
- † Stemmops incertus Wunderlich, 1988
- † Stemmops prominens Wunderlich, 1988

## Systématique et taxinomie
Ce genre a été décrit par O. Pickard-Cambridge en 1894 dans les Theridiidae.
Ataulfo et Mettus ont été placés en synonymie par Simon en 1903.

## Publication originale
- O. Pickard-Cambridge, 1894 : « Arachnida. Araneida. » Biologia Centrali-Americana, Zoology, vol. 1, p. 121-144 (texte intégral).